# Dolphinarium de Tel Aviv
Le Dolphinarium est un quartier de Tel Aviv, en Israël, situé à l'emplacement d'un ancien dolphinarium. Ce quartier comprend aujourd'hui un front de mer que la municipalité essaie de mettre en valeur par la construction d'un grand complexe.
Ce lieu accueille actuellement plusieurs clubs et une discothèque appelée « Dolphinarium ». En 2001, cette discothèque a été le théâtre d'un attentat meurtrier, au cours duquel 21 Israéliens, pour la plupart des adolescents, ont trouvé la mort.
En juillet 2006, un accord a été trouvé avec la municipalité pour faire construire deux tours, les « Dolphinarium Towers », sur ce site.